# George Granville

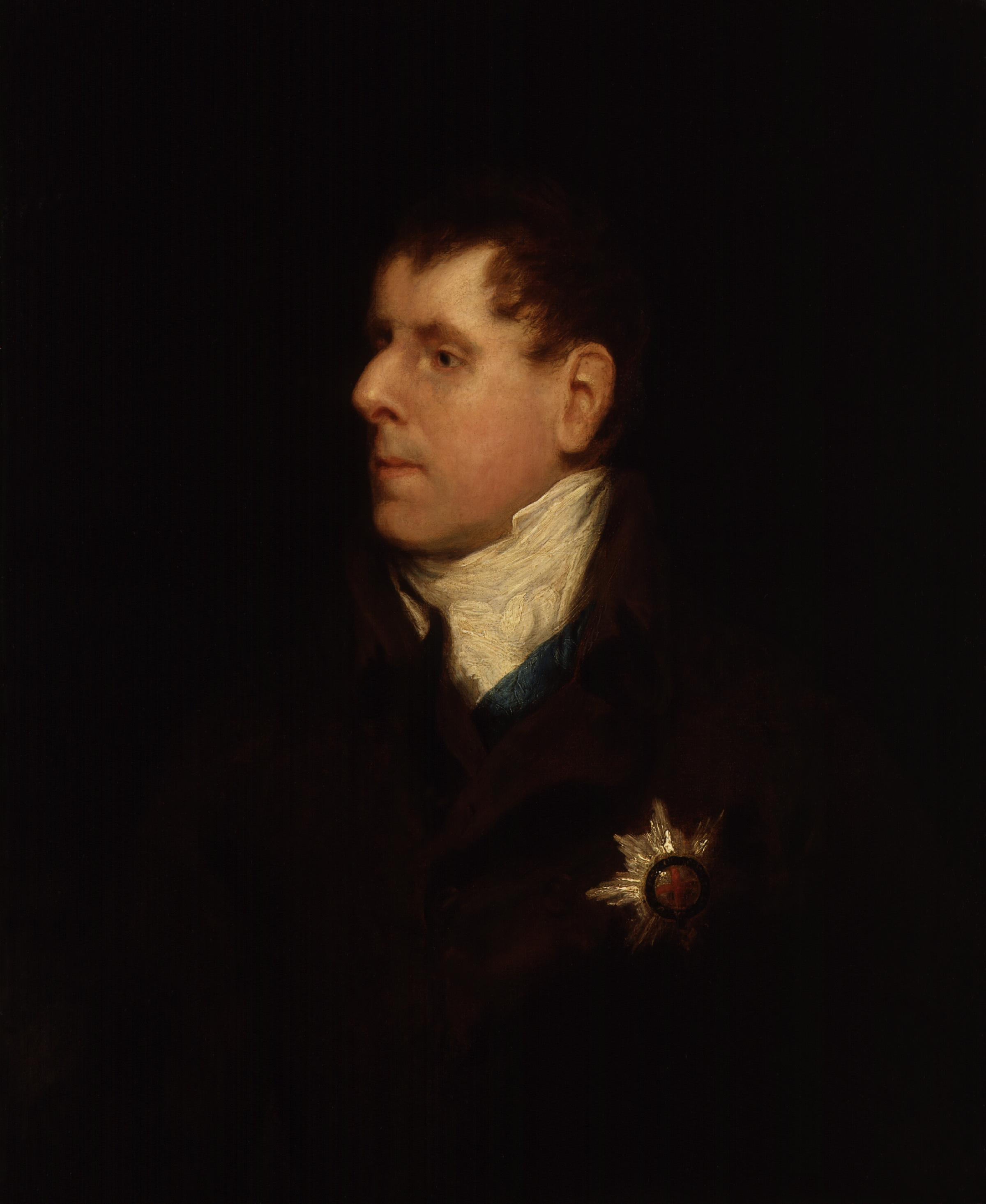
George Granville

George Granville (1666 – 1735), foi o primeiro "Barão de Lansdowne", atuando como Conselheiro do Reino Unido e poeta, dramaturgo. Como político, serviu a causa jacobita. 

## Biografia
Granville era o filho de Bernard Granville, o quarto filho de  Sir Bevil Grenville (1596-1643) de Bideford em Devon e  Stowe na paróquia de Kilkhampton em Cornwall, um heróico comandante monarquista na  Guerra Civil. (A família mudou a grafia do seu nome em 1661 de "Grenville" para "Granville", após a concessão dos títulos Baron Granville e Earl of Bath).